# مایکل گازانیگا
مایکل گازانیگا (انگلیسی: Michael Gazzaniga؛ زادهٔ ۱۲ دسامبر ۱۹۳۹) دانشمند، پژوهشگر نظریه‌پرداز و متخصص برجستهٔ علوم اعصاب شناختی و روان‌شناسی اهل ایالات متحده آمریکا و استاد روان‌شناسی دانشگاه کالیفرنیا، سانتا باربارا است. او بنیان‌گذار و مدیر بازنشسته «مرکز SAGE برای مطالعه ذهن» در دانشگاه کالیفرنیا، سانتا باربارا (۲۰۲۳-۲۰۰۶) بود.
وی دانش‌آموختهٔ رشتهٔ علوم اعصاب رفتاری در مؤسسه فناوری کالیفرنیا و از شاگردان راجر ولکات اسپری است و مشارکت‌های مهمی در زمینهٔ درک تقسیم‌بندی وظایف مغز و نحوهٔ ارتباطات نیم‌کره‌های مغز دارد.
وی همچنین برندهٔ جوایزی همچون کمک‌هزینه گوگنهایم شده‌است و در سال ۲۰۱۱ میلادی به عضویت آکادمی ملی علوم درآمد.